# Brahea
Brahea é um género botânico pertencente à família Arecaceae.

## Espécies
- Brahea aculeata (Brandegee) H.E.Moore
- Brahea armata - palmeira azul ou palma-blanca S.Watson
- Brahea brandegeei (Purpus) H.E.Moore
- Brahea calcarea Liebm.
- Brahea decumbens Rzed.
- Brahea dulcis (Kunth) Mart.
- Brahea edulis - palmeira-de-Guadalupe H.Wendl. ex S.Watson
- Brahea moorei L.H.Bailey ex H.E.Moore
- Brahea pimo Becc.
- Brahea salvadorensis H.Wendl. ex Becc.
- Brahea sarukhanii H.J.Quero